# محمدعلی جعفری (کارگردان)
محمدعلی جعفری (۱۳۰۴ – ۸ مهر ۱۳۶۵) کارگردان فیلم، هنرپیشه، تهیه‌کننده و نویسنده اهل ایران بود.

## زندگی
محمدعلی جعفری در سالِ ۱۳۰۴ در تهران زاده شد. او دانش‌آموخته هنرستان هنرپیشگی تهران و هنرستان صنعتی بود. جعفری فعالیت هنری را در سال ۱۳۲۲ با بازی در نمایش مادام دو کاملیا نوشته الکساندر دوما و فعالیت سینمایی حرفه‌ای را از سال ۱۳۳۵ با فیلم مرجان به کارگردانی شهلا ریاحی به عنوان بازیگر آغاز کرد. جعفری در ایران به کارگردانی تئاتر و بعدها سینما ادامه داد.
وی پس از کودتای ۲۸ مرداد ۱۳۳۲ وی به زندان افتاد و در اواخر سال ۱۳۳۳ از زندان آزاد شد.
محمدعلی جعفری را می‌توان پی‌گیرترین و وفادارترین شاگرد عبدالحسین نوشین دانست. جعفری از آخرین دیدار خود با نوشین با شور و شعف فراوان یاد می‌کرد. او که با سازندگان فیلم ساحل انتظار (۱۳۴۲) در سال ۱۹۶۴ برای شرکت در جشنواره سینمایی مسکو به شوروی رفته بود، با تلاش فراوان به دیدار عبدالحسین نوشین رفت که در بیمارستانی در مسکو بستری بود.
جعفری پس از انقلاب ۱۳۵۷ بار دیگر به فعالیت سیاسی روی آورد. او در اردیبهشت ۱۳۶۲ در جریان دومین یورش سپاه پاسداران به حزب توده دستگیر شد و در زندان زیر فشار زیادی قرار گرفت. او چند ماه پس از آزادی، بر اثر ضربات سختی که بر جسم و جان او وارد آمده بود در ۸ مهر ۱۳۶۵ در تهران درگذشت و در بهشت زهرای تهران به خاک سپرده شد. برخی از بستگان جعفری تا به امروز مرگ وی را مشکوک می‌دانند.

## فیلم‌شناسی

### فیلم
| سال  | نام فیلم                         | کارگردان | نویسنده | بازیگر | تهیه‌کننده |
| ---- | -------------------------------- | -------- | ------- | ------ | --------- |
| ۱۳۶۶ | یاد و دیدار                      |          |         | آری    |           |
| ۱۳۵۰ | کلبه‌ای آن‌سوی رودخانه             |          |         |        | آری       |
| ۱۳۵۰ | الکلی                            | آری      | آری     | آری    | آری       |
| ۱۳۴۶ | گناه چشمان من (ناتمام ماند)      |          |         | آری    |           |
| ۱۳۴۴ | دنیای کوچک آنها (نمایش داده نشد) |          |         | آری    |           |
| ۱۳۴۴ | زشت و زیبا                       |          |         | آری    |           |
| ۱۳۴۳ | لذت گناه                         |          |         | آری    |           |
| ۱۳۴۲ | اشک‌ها و خنده‌ها                   |          |         | آری    |           |
| ۱۳۴۲ | دختر کوهستان                     | آری      |         | آری    |           |
| ۱۳۴۲ | ساحل انتظار                      |          |         | آری    |           |
| ۱۳۴۲ | نابغه هفت‌ماهه                    |          |         | آری    |           |
| ۱۳۴۲ | وحشت                             |          |         | آری    |           |
| ۱۳۴۱ | پنجه                             |          |         | آری    |           |
| ۱۳۴۰ | عشق بزرگ                         | آری      | آری     | آری    | آری       |
| ۱۳۳۹ | آفت زندگی یا مرفین               | آری      | آری     | آری    | آری       |
| ۱۳۳۶ | مردی که رنج می‌برد                | آری      | آری     | آری    | آری       |
| ۱۳۳۵ | مرجان                            |          |         | آری    |           |

### تئاتر
- مادام دو کاملیا (۱۳۳۲)
- والدین وحشتناک
- عروسی باقرخان
- تله
- دختر گلفروش
- مرفین
- آخرین لحظه
- گربه روی شیروانی
- مونتسرا (تالار وحدت، ۱۳۵۸)
- مطبخ (تالار سنگلج، ۱۳۵۲)
- پروار بندان (تالار سنگلج، ۱۳۴۸)
- ببر گراز دندان
- امشب به قتل می‌رسد
- مکافات
- عروسک پشت پرده
- شب بحرانی
- بادبزن خانم ویندیرمیر
- مستنطق (تالار وحدت ـ تالار مولوی، ۱۳۵۹)
- آی بی کلاه آی با کلاه
- طناب
- مرگ همسایه (تالار سنگلج، ۱۳۵۲)
- اوژنی گرانده
- پیچ خطرناک
- سرگذشت
- محاکمه ماری دوگان
- خسیس (تالار سنگلج، ۱۳۵۳)
- فصل بادها (تالار سنگلج، ۱۳۵۵)
- ماجرای شبانه